# Saint-Jacques-en-Valgodemard
Saint-Jacques-en-Valgodemard település Franciaországban, Hautes-Alpes megyében. Lakosainak száma 115 fő (2022. január 1.). Saint-Jacques-en-Valgodemard La Motte-en-Champsaur, Saint-Firmin, Saint-Maurice-en-Valgodemard és Aubessagne községekkel határos.

## Népesség
A település népessége az elmúlt években az alábbi módon változott:
| Lakosok száma | 172  | 161  | 147  | 163  | 145  | 147  | 147  | 144  | 134  | 115  |
|               | 1968 | 1982 | 1990 | 2006 | 2013 | 2015 | 2017 | 2019 | 2020 | 2022 |